# Salvador Anthony Yvars
Salvador Anthony Yvars (Nova York, 20 de febrer de 1924 - 10 de desembre de 2008) va ser un jugador de beisbol professional, en la posició de catcher. D'ascendència italovalenciana, va jugar huit temporades a la Major League Baseball, amb els New York Giants de 1947 a 1953 i els St. Louis Cardinals de 1953 a 1954.
Nascut a la Little Italy de Manhattan, fill d'un enterrador de Benissa i una bugadera de Calàbria, va ser una estrella de tres esports a White Plains High School, jugant a futbol americà, bàsquet i beisbol. Va signar amb els Giants el 1942 i poc després es va allistar a les Forces Aèries de l'exèrcit dels Estats Units.
Després de la Segona Guerra Mundial, Yvars va tornar per a jugar als equips granja dels Giants. Va jugar al Manchester de la Lliga de Nova Anglaterra durant la temporada de 1946 i als Jersey City Jerseys de la Lliga Internacional durant la temporada de 1947. Va debutar a la Lliga Major el 27 de setembre de 1947 en l'únic partit que va jugar aquella temporada amb els Giants. El seu únic hit de la temporada va ser de Schoolboy Rowe, un senzill al camp esquerre. El 1948, Yvars va jugar 15 partits i va tindre una mitjana de bateig de .211. Va jugar tres partits el 1949 i nou el 1950 amb els Giants. Durant la temporada 1951 dels New York Giants, Yvars va ser el receptor de reserva darrere de Wes Westrum, i va jugar en 25 partits, colpejant .317 durant la temporada. Durant el sisè joc de la Sèrie Mundial, jugà al camp dret per al out final on els Yankees van prendre la sèrie.
Es recorda a Yvars com el jugador dels New York Giants que va transmetre senyals robats als seus companys que l'esperaven a la caixa de batedors durant la temporada 1951, on es va guanyar el títol. A la dècada del 1980, Yvars feu públic que havia escrit un llibre de memòries anomenat How We Stole the Pennant, però l'acord editorial es va malbaratar, en negar-se a contar intimitats dels seus companys d'equip.
Els Gegants van comerciar Ivars a St. Louis el 1953. Es va jubilar l'any següent i va treballar com a assessor d'inversions durant 50 anys. Va morir a Valhalla, Nova York, d'amiloïdosi als 84 anys, sobreviscut per la seua dona, Antoinette; el seu fill, David; les filles Diane, Donna i Deborah; un germà, Jack; cinc néts; i tres besnéts.
En 210 partits durant huit temporades, Yvars va registrar una mitjana de bateig de .244 (102 de 418) amb 41 carreres, 10 home runs i 42 RBI. Defensivament, va registrar un percentatge de camp de .987.
Yvars està enterrat al cementiri Gate of Heaven a Hawthorne, Nova York.